# Energie-Handels-Gesellschaft
Die Energie-Handels-Gesellschaft (EHA) ist ein deutsches Energiehandelsunternehmen. Der Unternehmenssitz befindet sich in Hamburg. Bis Ende 2013 gehörte die EHA jeweils zu 50 Prozent Vattenfall und der Rewe Group. Seit dem 31. Dezember 2013 ist die Rewe Group der alleinige Inhaber, nachdem sie den 50-prozentigen Anteil von der Vattenfall GmbH übernommen hat.
EHA ist einer der größten Ökostromlieferanten und einer der ersten Anbieter auf dem Markt, der zu 100 Prozent Ökostrom an seine Kunden liefert. Die Hauptabnehmer sind überwiegend REWE-Filialen und Partner, aber auch Dritte werden mit dem Ökostrom beliefert. Das Unternehmen besitzt keine eigenen Kraftwerke, sondern bezieht seinen Bedarf direkt von Stadtwerken oder an der Energiebörse in Leipzig (EEX). Der TÜV SÜD bescheinigte der EHA als erstem Energiedienstleister in Deutschland Klimaneutralität.

## Strommix
| Energiequelle                     | bundesdeutscher Durchschnitt 2007 | EHA 2007 | EHA 2013 |
| --------------------------------- | --------------------------------- | -------- | -------- |
| Erneuerbare Energien              | 15,0 %                            | 100 %    | 100 %    |
| Wasserkraft                       | 0,0 %                             | 83,3 %   |          |
| Windenergie                       | 0,0 %                             | 0,85 %   |          |
| Solarstrom                        | 0,0 %                             | 0,0 %    |          |
| Biomasse                          | 0,0 %                             | 0,85 %   |          |
| EEG-Strom                         | 15,0 %                            | 15,0 %   | 32,9 %   |
| Kernenergie                       | 24,3 %                            | 0,0 %    | 0,0 %    |
| Fossile Energieträger + Sonstiges | 60,7 %                            | 0,0 %    | 0,0 %    |
| Radioaktiver Abfall (µg/kWh)      | 700                               | 0        | 0        |
| CO2-Emissionen (g/kWh)            | 541                               | 0        | 0        |

## Tochtergesellschaften
Das deutsche Mutterunternehmen besitzt weiterhin folgende Tochtergesellschaften:
- EHA Austria Energie-Handelsgesellschaft mbH, Wiener Neudorf (100 %)